# 아버지의 노래
아버지의 노래(I Never Sang For My Father)는 미국에서 제작된 길버트 케이츠 감독의 1970년 드라마 영화이다. 진 핵크만 등이 주연으로 출연하였고 길버트 케이츠 등이 제작에 참여하였다.

## 출연

### 주연
- 진 핵크만
- 멜빈 더글라스

### 조연
- 도로시 스티크니
- 에스텔 파르손즈
- 러브레이디 포웰

## 제작진
- 원작자: 로버트 앤더슨
- 미술: 행크 엘드리치